# De rovers van keizerrijken
De rovers van keizerrijken is een stripreeks gemaakt door tekenaar Martin Jamar en schrijver Jean Dufaux. Het is een historisch stripverhaal met magische elementen en bestaat uit zeven delen die verschenen tussen 1993 en 2002 in het Frans en tussen 1997 en 2002 in het Nederlands. De reeks wordt uitgegeven door uitgeverij Glenat uitsluitend met harde kaft. 

## Inhoud
De verhalen spelen zich af in Frankrijk ten tijde van de Frans-Duitse Oorlog. Terwijl de oorlog woedt en het volk van Parijs honger lijdt, smeedt een gezelschap dat zich de Rovers van Keizerrijken noemt complotten. De reeks vangt aan als de Dood als personage verschijnt. In ruil voor duistere machten geeft hij Adélaïde Favier, de waanzinnige dochter van een vooraanstaand Frans politicus, de opdracht het kwaad om haar heen te verspreiden in ruil voor macht. In het pension waar Adélaïde verblijft, logeren nog enkele andere jongeren die in de verhalen een rol zullen spelen: de ambitieuze Nicolas, zijn introverte vriendinnetje Anaïs, de hautaine flierefluiter Julien en de berekende vamp Madeleine. Hun paden zullen elkaar telkens opnieuw kruisen, in deze reeks waar liefde en macht centraal staat. 

## Albums
| Nummer | Titel                      | Verschenen |
| ------ | -------------------------- | ---------- |
| 1      | De rovers van keizerrijken | 1997       |
| 2      | Huidbloemen                | 1998       |
| 3      | Een smerig vak             | 1998       |
| 4      | Leedbrenger                | 1998       |
| 5      | Kat die bijt!              | 1999       |
| 6      | De bloedige week           | 2000       |
| 7      | Achter het masker          | 2002       |